# Danh sách tập truyện Hunter × Hunter
Hunter x Hunter là một tác phẩm manga của Yoshihiro Togashi được nhà xuất bản Shueisha phát hành dài kì bởi trên tạp chí Weekly Shōnen Jump. Chương đầu tiên của bộ truyện được đăng tải vào tháng 3 năm 1998 trên Shōnen Jump số 14 phát hành cùng năm. Cho tới nay, bộ truyện đã được tổng hợp thành 34 tập tankōbon tại Nhật Bản. Tập đầu tiên được xuất bản ngày 4 tháng 6 năm 1988, tập 36 được xuất bản ngày 10 tháng 4 năm 2018. 
Ở Bắc Mỹ, Hunter × Hunter được cấp phép phát hành bởi Viz Media, như là một phần của dòng tiểu thuyết hình ảnh nhắm tới thanh thiếu niên (tuổi 16+) của Shōnen Jump. Tập 1 của bản tiếng Anh được phát hành vào tháng 5 năm 2005. Tính tới ngày 4 tháng 10 năm 2018, 35 tập của bản tiếng Anh đã được phát hành. Viz Media đã gộp hai chương Kí Ức của Kurapika trên ấn bản kỹ thuật số của Shonen Jump Alpha số ra ngày 17 và 24 tháng 12 năm 2012.
Tại Việt Nam, tác phẩm này được Nhà xuất bản Kim Đồng chính thức ấn hành từ tháng 6 năm 2017.

## Danh Sách Các Tập
| - No.001. "Ngày lên đường" (出発の日 Shuppatsu no Hi) - No.002. "Gặp Bão" (嵐の出会い Arashi no Deai) - No.003. "Lựa chọn cuối cùng" (究極の選択 Kyūkyoku no Sentaku) - No.004. "Ma thú - Hồ ly tàn ác" (魔獣 凶狸狐 Majū Kiriko) - No.005. "Chặng thi đầu tiên 1" (第1次試験開始① Dai Ichi-ji Shiken Kaishi (Ichi)) - No.006. "Chặng thi đầu tiên 2" (第1次試験開始② Dai Ichi-ji Shiken Kaishi (Ni)) - No.007. "Lí do của mỗi người" (それぞれの理由 Sorezore no Riyū) - No.008. "Kẻ địch mới" (もうひとつの敵 Mō Hitotsu no Teki) |

| - No.009. "Phòng vệ trong sương" (霧の中の攻防 Kiri no Naka no Kōbō) - No.010. "Đề thi bất ngờ" (意外な課題 Igai na Kadai) - No.011. "Kết quả tất yếu" (当然の結果 Tōzen no Kekka) - No.012. "Hội trưởng xuất hiện" (会長参上 Kaichō Sanjō) - No.013. "Trò chơi trong đêm ①" (真夜中のゲーム① Mayonaka no Gēmu (Ichi)) - No.014. "Trò chơi trong đêm ②" (真夜中のゲーム② Mayonaka no Gēmu (Ni)) - No.015. "Con đường biểu quyết" (多数決の道 Tasūketsu no Michi) - No.016. "Giám khảo xuất hiện" (試練官登場 Shirenkan Tōjō) - No.017. "Lựa chọn bất đắc dĩ" (不自由な2択 Fujiyū na Nitaku) |

| - No.018. "Hai quân át chủ bài" (2つの切り札 Futatsu no Kirifuda) - No.019. "Chiếc bẫy đa số" (多数決の罠 Tasūketsu no Wana) - No.020. "Gambling Time" (ギャンブルタイム Gyanburu Taimu) - No.021. "Trận đấu quyết định" (決着 Ketchaku) - No.022. "Đề thi cuối cùng" (最後の問題 Saigo no Mondai) - No.023. "Hai kẻ địch" (2人の敵 Futari no Teki) - No.024. "Huấn luyện đặc biệt" (特訓 Tokkun) - No.025. "Ngày thứ 2" (2日目 Futsukame) - No.026. "Đêm trước trận quyết chiến" (決戦前夜 Kessen Zen'ya) |

| - 027. "Đòn tấn công chớp nhoáng" (一触即発 Isshoku Sokuhatsu) - 028. "Món nợ khó trảr" (大きな借り Ōki na Kari) - 029. "Bài thi của Killua" (キルアの場合 Kirua no Baai) - 030. "Gamble Time" (蠢く罠 Ugomeku Wana) - 031. "Thập tử nhất sinh..." (九死に… Kyūshi ni...) - 032. "Chặng thi cuối cùng là...?" (最終試験は…? Saishū Shiken wa...?) - 033. "Chặng thi cuối cùng bắt đầu!" (最終試験開始! Saishū Shiken Kaishi!)* - 034. "Người đỗ dầu tiên!?" (合格第1号!? Gōkaku Dai Ichi Gō!?) - 035. "Ánh sáng và bóng tối ①" (光と闇① Hikari to Yami (Ichi)) |

| - No.036. "Ánh sáng và bóng tối 2" (光と闇② Hikari to Yami (Ni)) - No.037. "Ánh sáng và bóng tối 3" (光と闇③ Hikari to Yami (San)) - No.038. "Ging Freecss" (ジン=フリークス Jin Furīkusu) - No.039. "Kẻ đột nhập" (侵入者 Shin'nyūsha) - No.040. "Gia tộc Zoldyck 1" (ゾルディック家① Zorudikku Ke (Ichi)) - No.041. "Gia tộc Zoldyck 2" (ゾルディック家② Zorudikku Ke (Ni)) - No.042. "Gia tộc Zoldyck 3" (ゾルディック家③ Zorudikku Ke (San)) - No.043. "Gia tộc Zoldyck 4" (ゾルディック家④ Zorudikku Ke (Yon)) - No.044. "Đấu trường trên không" (天空闘技場 Tenkū Tōgijō) |

| - No.045. "Luyện" (レン) - No.046. "Niệm" (ネン) - No.047. "Bức tường vô hình" (見えない壁 Mienai Kabe) - No.048. "Điều kiện của Hisoka" (ヒソカの条件 Hisoka no Jōken) - No.049. "The Battle Begins!!" (戦闘開始!! Sentō Kaishi!!) - No.050. "Tuyệt" (ゼツ) - No.051. "Điểm" (点) - No.052. "Kastro" (カストロ Kasutoro) - No.053. "Phân thân" (ダブル Daburu) - No.054. "Nguyên nhân thất bại" (敗因 Haiin) |

| - No.055. "Và Hisoka..." (ヒソカは… Hisoka wa...) - No.056. "Training Resumes" (修行再開 Shugyō Saikai) - No.057. "Lời hứa" (約束 Yakusoku) - No.058. "Rematch" (再戦 Saisen) - No.059. "Making the Grade" (及第 Kyūdai) - No.060. "Passing the Exam" (合格 Gōkaku) - No.061. "Quyết đấu" (決戦 Kessen) - No.062. "Nghiêm túc" (本気 Honki) - No.063. "Chặng đường phía trước" (これから Kore Kara) |

| - No.064. "Homecoming" (帰郷 Kikyō) - No.065. "About Ging" (ジンについて Jin ni Tsuite) - No.066. "The Tape" (テープ Tēpu) - No.067. "The Flesh Collector's Mansion: Part 1" (人体収集家の館① Jintai Shūshūka no Yakata (Ichi)) - No.068. "The Flesh Collector's Mansion: Part 2" (人体収集家の館② Jintai Shūshūka no Yakata (Ni)) - No.069. "Greed Island" (グリードアイランド Gurīdo Airando) - No.070. "To Yorknew!" (ヨークシンへ Yōkushin e) - No.071. "The Auction Begins!!" (オークション開催!! Ōkushon Kaisai!!) - No.072. "September 1st: Part 1" (9月1日① Kugatsu Tsuitachi (Ichi)) - No.073. "September 1st: Part 2" (9月1日② Kugatsu Tsuitachi (Ni)) |

| - No.074. "September 1st: Part 3" (9月1日③ Kugatsu Tsuitachi (San)) - No.075. "September 1st: Part 4" (9月1日④ Kugatsu Tsuitachi (Yon)) - No.076. "September 1st: Part 5" (9月1日⑤ Kugatsu Tsuitachi (Go)) - No.077. "September 1st: Part 6" (9月1日⑥ Kugatsu Tsuitachi (Roku)) - No.078. "September 1st: Part 7" (9月1日⑦ Kugatsu Tsuitachi (Nana)) - No.079. "September 2nd: Part 1" (9月2日① Kugatsu Futsuka (Ichi)) - No.080. "September 2nd: Part 2" (9月2日② Kugatsu Futsuka (Ni)) - No.081. "September 2nd: Part 3" (9月2日③ Kugatsu Futsuka (San)) - No.082. "September 2nd: Part 4" (9月2日④ Kugatsu Futsuka (Yon)) - No.083. "September 2nd: Part 5" (9月2日⑤ Kugatsu Futsuka (Go)) |

| - No.084. "September 2nd: Part 6" (9月2日⑥ Kugatsu Futsuka (Roku)) - No.085. "September 3rd: Part 1" (9月3日① Kugatsu Mikka (Ichi)) - No.086. "September 3rd: Part 2" (9月3日② Kugatsu Mikka (Ni)) - No.087. "September 3rd: Part 3" (9月3日③ Kugatsu Mikka (San)) - No.088. "September 3rd: Part 4" (9月3日④ Kugatsu Mikka (Yon)) - No.089. "September 3rd: Part 5" (9月3日⑤ Kugatsu Mikka (Go)) - No.090. "September 3rd: Part 6" (9月3日⑥ Kugatsu Mikka (Roku)) - No.091. "September 3rd: Part 7" (9月3日⑦ Kugatsu Mikka (Nana)) - No.092. "September 3rd: Part 8" (9月3日⑧ Kugatsu Mikka (Hachi)) - No.093. "September 3rd: Part 9" (9月3日⑨ Kugatsu Mikka (Kyū)) |

| - No.094. "September 3rd: Part 10" (9月3日⑩ Kugatsu Mikka (Jū)) - No.095. "September 3rd: Part 11" (9月3日⑪ Kugatsu Mikka (Jū Ichi)) - No.096. "September 3rd: Part 12" (9月3日⑫ Kugatsu Mikka (Jū Ni)) - No.097. "September 3rd: Part 13" (9月3日⑬ Kugatsu Mikka (Jū San)) - No.098. "September 3rd: Part 14" (9月3日⑭ Kugatsu Mikka (Jū Yon)) - No.099. "September 3rd: Part 15" (9月3日⑮ Kugatsu Mikka (Jū Go)) - No.100. "September 3rd: Part 16" (9月3日⑯ Kugatsu Mikka (Jū Roku)) - No.101. "September 3rd: Part 17" (9月3日⑰ Kugatsu Mikka (Jū Nana)) - No.102. "September 4th: Part 1" (9月4日① Kugatsu Yokka (Ichi)) - No.103. "September 4th: Part 2" (9月4日② Kugatsu Yokka (Ni)) |

| - No.104. "September 4th: Part 3" (9月4日③ Kugatsu Yokka (San)) - No.105. "September 4th: Part 4" (9月4日④ Kugatsu Yokka (Yon)) - No.106. "September 4th: Part 5" (9月4日⑤ Kugatsu Yokka (Go)) - No.107. "September 4th: Part 6" (9月4日⑥ Kugatsu Yokka (Roku)) - No.108. "September 4th: Part 7" (9月4日⑦ Kugatsu Yokka (Nana)) - No.109. "September 4th: Part 8" (9月4日⑧ Kugatsu Yokka (Hachi)) - No.110. "September 4th: Part 9" (9月4日⑨ Kugatsu Yokka (Kyū)) - No.111. "September 4th: Part 10" (9月4日⑩ Kugatsu Yokka (Jū)) - No.112. "September 4th: Part 11" (9月4日⑪ Kugatsu Yokka (Jū Ichi)) - No.113. "September 4th: Part 12" (9月4日⑫ Kugatsu Yokka (Jū Ni)) - No.114. "September 4th: Part 13" (9月4日⑬ Kugatsu Yokka (Jū San)) - No.115. "September 4th: Part 14" (9月4日⑭ Kugatsu Yokka (Jū Yon)) |

| - No.116. "September 4th: Part 15" (9月4日⑮ Kugatsu Yokka (Jū Go)) - No.117. "September 4th: Part 16" (9月4日⑯ Kugatsu Yokka (Jū Roku)) - No.118. "September 4th: Part 17" (9月4日⑰ Kugatsu Yokka (Jū Nana)) - No.119. "September 4th: Part 18" (9月4日⑱ Kugatsu Yokka (Jū Hachi)) - No.120. "September 6th: Part 1" (9月6日① Kugatsu Muika (Ichi)) - No.121. "September 6th: Part 2" (9月6日② Kugatsu Muika (Ni)) - No.122. "September 6th: Part 3" (9月6日③ Kugatsu Muika (San)) - No.123. "September 6th: Part 4" (9月6日④ Kugatsu Muika (Yon)) - No.124. "September 7th: Part 1 to September 10th: Part 1" (9月7日①-9月10日① Kugatsu Nanoka (Ichi) - Kugatsu Tōka (Ichi)) - No.125. "September 10th: Part 2" (9月10日② Kugatsu Tōka (Ni)) - No.126. "September 10th: Part 3" (9月10日③ Kugatsu Tōka (San)) - No.127. "September 10th: Part 4" (9月10日④ Kugatsu Tōka (Yon)) |

| - No.128. "September 10th: Part 5" (9月10日⑤ Kugatsu Tōka (Go)) - No.129. "Antokiba, Town of Prizes" (懸賞都市 アントキバ Kenshō Toshi Antokiba) - No.130. "The Reason for the Recruitment" (勧誘の理由 Kan'yū no Wake) - No.131. "The Answer" (回答 Kaitō) - No.132. "The Forty Spells" (40種の呪文 Yon Jū Shu no Superu) - No.133. "How to Defend Yourself Without Spells" (呪文以外の防御法 Superu Igai no Gādo Hō) - No.134. "The Island's Secret" (島の秘密 Gēmu no Himitsu) - No.135. "To Masadora! Part 1" (いざマサドラへ!① Iza Masadora e! (Ichi)) - No.136. "To Masadora! Part 2" (いざマサドラへ!② Iza Masadora e! (Ni)) - No.137. "To Masadora! Part 3" (いざマサドラへ!③ Iza Masadora e! (San)) - No.138. "To Masadora...?" (いざマサドラへ…? Iza Masadora e...?) - No.139. "Are They Really Going to Masadora?" (ホントにマサドラ行くのか? Honto ni Masadora Iku no ka?) |

| - No.140. "They Got to Masadora, But..." (マサドラには行ったけど Masadora niwa Itta kedo) - No.141. "They Went to Masadora Already, So I'll Go With a Different Title Now" (もうマサドラ行ったから次から別の感じのタイトルでいいや Mō Masadora Itta kara Tsugi kara Betsu no Kanji no Taitoru de Ii Ya) - No.142. "The Bomber" (「爆弾魔」 "Bomā") - No.143. "Countdown" (「命の音」 "Kauntodaun") - No.144. "Release" (「解放」 "Rirīsu") - No.145. "Janken" (邪拳=ジャンケン!? Jaken Ikōru Janken!?) - No.146. "Abengane: Part 1" (アベンガネ① Abengane (Ichi)) - No.147. "Abengane: Part 2" (アベンガネ② Abengane (Ni)) - No.148. "The Exam Begins" (試験開始 Shiken Kaishi) - No.149. "Encounter" (遭遇 Sōgū) - No.150. "Embarkment" (始動 Shidō) - No.151. "Progress" (躍進 Yakushin) |

| - No.152. "Contact" (接触 Sesshoku) - No.153. "Success" (成功 Seikō) - No.154. "Common Cause" (共同戦線 Kyōdō Sensen) - No.155. "The Captain and His 14 Devils" (船長と14人の悪魔 Senchō to Jū Yo Nin no Akuma) - No.156. "Face-Off: Part 1" (対決① Taiketsu (Ichi)) - No.157. "Face-Off: Part 2" (対決② Taiketsu (Ni)) - No.158. "Two of a Kind +1" (似た者同士2+1 Nitamono Dōshi no Jijō Purasu Ichi) - No.159. "Aiai, the City of Love" (恋愛都市アイアイ Ren'ai Toshi Aiai) - No.160. "Face-Off: Part 3" (対決③ Taiketsu (San)) - No.161. "Face-Off: Part 4" (対決④ Taiketsu (Yon)) - No.162. "Face-Off: Part 5" (対決⑤ Taiketsu (Go)) - No.163. "Face-Off: Part 6" (対決⑥ Taiketsu (Roku)) |

| - No.164. "Face-Off: Part 7" (対決⑦ Taiketsu (Nana)) - No.165. "Face-Off: Part 8" (対決⑧ Taiketsu (Hachi)) - No.166. "Face-Off: Part 9" (対決⑨ Taiketsu (Kyū)) - No.167. "Face-Off: Part 10" (対決⑩ Taiketsu (Jū)) - No.168. "Face-Off: Part 11" (対決⑪ Taiketsu (Jū Ichi)) - No.169. "Declaration of War" (宣戦布告 Sensen Fukoku) - No.170. "Three-Way Struggle: Part 1" (三つ巴の攻防 Mitsu Domoe no Kōbō) - No.171. "Three-Way Struggle: Part 2" (三つ巴の攻防② Mitsu Domoe no Kōbō (Ni)) - No.172. "Three-Way Struggle: Part 3" (三つ巴の攻防③ Mitsu Domoe no Kōbō (San)) - No.173. "Three-Way Struggle: Part 4" (三つ巴の攻防④ Mitsu Domoe no Kōbō (Yon)) - No.174. "Three-Way Struggle: Part 5" (三つ巴の攻防⑤ Mitsu Domoe no Kōbō (Go)) - No.175. "Three-Way Struggle: Part 6" (三つ巴の攻防⑥ Mitsu Domoe no Kōbō (Roku)) |

| - No.176. "Three-Way Struggle: Part 7" (三つ巴の攻防⑦ Mitsu Domoe no Kōbō (Nana)) - No.177. "Three-Way Struggle: Part 8" (三つ巴の攻防⑧ Mitsu Domoe no Kōbō (Hachi)) - No.178. "Three-Way Struggle: Part 9" (三つ巴の攻防⑨ Mitsu Domoe no Kōbō (Kyū)) - No.179. "Three-Way Struggle: Part 10" (三つ巴の攻防⑩ Mitsu Domoe no Kōbō (Jū)) - No.180. "Three-Way Struggle: Part 11" (三つ巴の攻防⑪ Mitsu Domoe no Kōbō (Jū Ichi)) - No.181. "Three-Way Struggle: Part 12" (三つ巴の攻防⑫ Mitsu Domoe no Kōbō (Jū Ni)) - No.182. "Three-Way Struggle: Part 13" (三つ巴の攻防⑬ Mitsu Domoe no Kōbō (Jū San)) - No.183. "Three-Way Struggle: Part 14" (三つ巴の攻防⑭ Mitsu Domoe no Kōbō (Jū Yon)) - No.184. "The Choice of Three Cards" (3枚の選択 San Mai no Sentaku) - No.185. "Chance Encounter" (邂逅 Kaikō) - No.186. "The Queen" (女王 Joō) - No.187. "The Best Fodder" (最高の餌 Saikō no Esa) |

| - No.188. "N.G.L." (NGL Enu Jī Eru) - No.189. "Infiltration" (潜入 Sen'nyū) - No.190. "The Hunt" (狩り Hanto) - No.191. "Pros" (プロ Puro) - No.192. "Human Dog" (人間犬 Ningen Inu) - No.193. "Scissors" (チョキ Choki) - No.194. "Vs. Hagya's Squad: Part 1" (VSハギャ隊① Bāsasu Hagya Tai (Ichi)) - No.195. "Vs. Hagya's Squad: Part 2" (VSハギャ隊② Bāsasu Hagya Tai (Ni)) - No.196. "Vs. Hagya's Squad: Part 3" (VSハギャ隊③ Bāsasu Hagya Tai (San)) - No.197. "Vs. Hagya's Squad: Part 4" (VSハギャ隊④ Bāsasu Hagya Tai (Yon)) - No.198. "Sudden Attack" (急襲 Kyūshū) - No.199. "Light and Shadow" (光と影 Hikari to Kage) |

| - No.200. "Stipulation" (条件 Jōken) - No.201. "Reunion" (再会 Saikai) - No.202. "Duel" (決闘 Kettō) - No.203. "Gyro" (ジャイロ Jairo) - No.204. "Gyro's Story" (ジャイロは Jairo wa) - No.205. "Time Remaining" (残り時間 Nokori Jikan) - No.206. "A Real Fight" (勝負 Shōbu) - No.207. "Weakness: Part 1" (弱点① Jakuten (Ichi)) - No.208. "Weakness: Part 2" (弱点② Jakuten (Ni)) - No.209. "?" (?) - No.210. "Weakness: Part 3" (弱点③ Jakuten (San)) - No.211. "Loan Shark" (トイチ Toichi, lit. 10% Interest Every 10 Days) |

| - No.212. "Water Breaking" (破水 Hasui) - No.213. "Birth" (誕生 Tanjō) - No.214. "Results" (決着 Ketchaku) - No.215. "Last Words" (遺言 Yuigon) - No.216. "Republic of East Gorteau" (東ゴルトー共和国 Higashi Gorutō Kyōwakoku) - No.217. "Meat Orchard" (肉樹園 Niku Juen) - No.218. "Confession" (告白 Kokuhaku) - No.219. "Awakening" (覚醒 Kakusei) - No.220. "Reunion: Part 1" (再会① Saikai (Ichi)) - No.221. "Reunion: Part 2" (再会② Saikai (Ni)) - No.222. "Reunion: Part 3" (再会③ Saikai (San)) - No.223. "10: Part 1" (10-① Jū (Ichi)) |

| - No.224. "10: Part 2" (10-② Jū (Ni)) - No.225. "10: Part 3" (10-③ Jū (San)) - No.226. "10: Part 4" (10-④ Jū (Yon)) - No.227. "10: Part 5" (10-⑤ Jū (Go)) - No.228. "10: Part 6" (10-⑥ Jū (Roku)) - No.229. "10: Part 7" (10-⑦ Jū (Nana)) - No.230. "9: Part 1" (9-① Kyū (Ichi)) - No.231. "9: Part 2" (9-② Kyū (Ni)) - No.232. "9: Part 3" (9-③ Kyū (San)) - No.233. "9: Part 4" (9-④ Kyū (Yon)) - No.234. "9: Part 5" (9-⑤ Kyū (Go)) - No.235. "8: Part 1" (8-① Hachi (Ichi)) |

| - No.236. "8: Part 2" (8-② Hachi (Ni)) - No.237. "8: Part 3" (8-③ Hachi (San)) - No.238. "8: Part 4" (8-④ Hachi (Yon)) - No.239. "8: Part 5" (8-⑤ Hachi (Go)) - No.240. "8: Part 6" (8-⑥ Hachi (Roku)) - No.241. "8: Part 7" (8-⑦ Hachi (Nana)) - No.242. "7: Part 1" (7-① Nana (Ichi)) - No.243. "7: Part 2" (7-② Nana (Ni)) - No.244. "6: Part 1" (6-① Roku (Ichi)) - No.245. "6: Part 2" (6-② Roku (Ni)) - No.246. "6: Part 3" (6-③ Roku (San)) - No.247. "6: Part 4" (6-④ Roku (Yon)) |

| - No.248. "6: Part 5" (6-⑤ Roku (Go)) - No.249. "6: Part 6" (6-⑥ Roku (Roku)) - No.250. "6: Part 7" (6-⑦ Roku (Nana)) - No.251. "6: Part 8" (6-⑧ Roku (Hachi)) - No.252. "6: Part 9" (6-⑨ Roku (Kyū)) - No.253. "6: Part 10" (6-⑩ Roku (Jū)) - No.254. "6: Part 11" (6-⑪ Roku (Jū Ichi)) - No.255. "5: Part 1 to 2: Part 1" (5-①〜2-① Go (Ichi) - Ni (Ichi)) - No.256. "2: Part 2" (2-② Ni (Ni)) - No.257. "1: Part 1" (1-① Ichi (Ichi)) - No.258. "1: Part 2" (1-② Ichi (Ni)) - No.259. "1: Part 3" (1-③ Ichi (San)) - No.260. "1: Part 4" (1-④ Ichi (Yon)) |

| - No.261. "Charge: Part 1" (突入① Totsunyū (Ichi)) - No.262. "Charge: Part 2" (突入② Totsunyū (Ni)) - No.263. "Charge: Part 3" (突入③ Totsunyū (San)) - No.264. "Charge: Part 4" (突入④ Totsunyū (Yon)) - No.265. "Charge: Part 5" (突入⑤ Totsunyū (Go)) - No.266. "In the Unlikely Event Of..." (『万が一』 "Man ga Ichi") - No.267. "Activation" (発動 Hatsudō) - No.268. "The King" (王。 Ō.) 269. "Adversity Is a Good Thing" (逆境○ Gyakkyō Maru) - No.270. "Indebted To" (貸し Kashi) |

| - No.271. "Separation" (分断 Bundan) - No.272. "Error" (誤算 Gosan) - No.273. "We Meet Again" (再会 Saikai) - No.274. "Solution" (解答 Kaidō) - No.275. "Promise" (約束 Yakusoku) - No.276. "Missileman" (卵男 Misairuman) - No.277. "Insult" (侮辱 Bujoku) - No.278. "Destruction" (破壊 Hakai) - No.279. "Escape" (脱出 Dasshutsu) - No.280. "Direct Hit" (直撃 Chokugeki) |

| - No.281. "Godspeed" (神速 Kanmuru) - No.282. "Sealed Area" (密室 Misshitsu) - No.283. "Determination" (決心 Kesshin) - No.284. "Fifteen Minutes" (15分 Jū Go Fun) - No.285. "Doubles" (分身 Bunshin) - No.286. "Core" (本体 Hontai) - No.287. "Present State" (現状 Genjō) - No.288. "Accolade" (賞賛 Shōsan) - No.289. "Terms" (条件 Jōken) - No.290. "Name" (名前 Namae) |

| - No.291. "Soliloquy" (自問 Jimon) - No.292. "Hidden Agenda" (思惑 Omowaku) - No.293. "Metamorphosis" (変貌 Henbō) - No.294. "Breakdown" (決壊 Kekkai) - No.295. "Determination" (決意 Ketsui) - No.296. "Admission" (告白 Kokuhaku) - No.297. "The Last" (最後 Saigo) - No.298. "Rose (薔薇 Bara) - No.299. "Regeneration" (再生 Saisei) - No.300. "Insurance" (保険 Hoken) |

| - No.301. "Memories" (記憶 Kioku) - No.302. "Target" (標的 Hyōteki) - No.303. "Pain" (痛み Itami) - No.304. "Magic" (魔法 Mahō) - No.305. "Unfortunate" (残念 Zannen) - No.306. "Relief" (安堵 Ando) - No.307. "Loss" (喪失 Sōshitsu) - No.308. "Flash" (閃光 Senkō) - No.309. "Match" (勝負 Shōbu) - No.310. "Start" (始動 Shidō) |

| - No.311. "Deadline" (期限 Kigen) - No.312. "Resolve" (覚悟 Kakugo) - No.313. "One Word" (一言 Hitokoto) - No.314. "Persuasion" (説得 Settoku) - No.315. "Home" (帰郷 Kikyō) - No.316. "Real Name" (本名 Honmyō) - No.317. "Answer" (返答 Hentō) - No.318. "Final Will" (遺言 Yuigon) - No.319. "Lotteries" (抽選 Chūsen) - No.320. "Voting" (投票 Tōhyō) |

| - No.321. "Monster" (怪者 Kemono) - No.322. "Siblings" (兄妹 Kyōdai) - No.323. "Job Offer" (依頼 Irai) - No.324. "Butler" (執事 Shitsuji) - No.325. "Joining the Fray" (参戦 Sansen) - No.326. "Open Hostilities" (開戦 Kaisen) - No.327. "Riddle" (謎々 Nazonazo) - No.328. "Arrangements" (手配 Tehai) - No.329. "Spy" (密偵 Mittei) - No.330. "Confession" (告白 Kokuhaku) |

| - No.331. "Day of Reckoning" (X日 Ekkusu Dē) - No.332. "Applause" (喝采 Kassai) - No.333. "Rumble" (鳴動 Meidō) - No.334. "Total Defeat" (完敗 Kanpai) - No.335. "Decision" (決定 Kettei) - No.336. "Release" (解除 Kaijo) - No.337. "Repentance" (懺悔 Zange) - No.338. "Atop a Tree" (樹上 Jujō) - No.339. "Stillness" (静寂 Seijaku) - No.340. "Special Mission" (特命 Tokumei) |

| - No.341. "Threats" (厄災 Yakusai) - No.342. "Challenge" (布告 Fukoku) - No.343. "Invitation" (勧誘 Kan'yū) - No.344. "Author" (著者 Chosha) - No.345. "Signature" (署名 Shomei) - No.346. "Options" (選択 Sentaku) - No.347. "Inauguration" (就任 Shūnin) - No.348. "Resolve" (覚悟 Kakugo) - No.349. "Worm Toxin" (蠱毒 Kodoku) - No.350. "Prince" (王子 Ōji) |

| 351. "Battle to the Death" (死闘 Shitō) 352. "Troublesome" (厄介 Yakkai) 353. "Cold-Blooded" (冷徹 Reitetsu) 354. "Head" (頭部 Tōbu) 355. "Detonation" (爆破 Bakuha) 356. "Unfortunate: Part 1" (残念① Zannen (Ichi)) 357. "Unfortunate: Part 2" (残念② Zannen (Ni)) 358. "Eve" (前夜 Zen'ya) 359. "Departure" (出航 Shukkō) 360. "Parasite" (寄生 Kisei) |

| - No.361. "Rút lui" (辞退 Jitai) - No.362. "Quyết tâm" (決意 Ketsui) - No.363. "Thú Niệm" (念獣 Nen-jū) - No.364. "Suy đoán" (思惑 Omowaku) - No.365. "Lựa chọn" (選択 Sentaku) - No.366. "To Each His Own" (其々 Sorezore) - No.367. "Đồng bộ" (同期 Dōki) - No.368. "Giả tạo" (凶行 Kyōkō) - No.369. "Giới hạn" (限界 Genkai) - No.370. "Quan sát" (観察 Kansatsu) |

| - No.371. "Nhiệm vụ" (任務 Ninmu) - No.372. "Biến mất" (消失 Shōshitsu) - No.373. "Kế thừa" (継承 Keishō) - No.374. "Năng lực" (能力 Nōryoku) - No.375. "Thuyết phục" (説得 Settoku) - No.376. "Quyết tâm" (決意 Ketsui) - No.377. "Kế sách" (画策 Kakusaku) - No.378. "Cân bằng" (均衡（バランス） Baransu) - No.379. "Hợp sức" (共闘（コラボ） Korabo) - No.380. "Cảnh báo" (警報 Keihō) |

Đây là một danh sách chưa hoàn chỉnh. Bạn có thể giúp Wikipedia .